# 藤原優紀
藤原 優紀（ふじわら ゆうき、1999年1月25日 - ）は、NHKの元アナウンサー。

## 人物
神奈川県生まれの東京都狛江市育ち。東京都立駒場高等学校を経て、早稲田大学社会科学部社会科学科を卒業後、2021年にNHKへ入局。初任地は甲府放送局。2025年4月限りでNHKのアナウンスルーム、甲府局のアナウンサー紹介から項目が削除された。

## 嗜好・挿話
- 高校時代は放送部に所属し、高等学校総合文化祭の放送大会のアナウンス部門で関東大会に出場していた[1]。
- 大学時代は笹原ゼミ、テレビ朝日アスク、早稲田大学アナウンス研究会に所属していた[2]。
- また小学館が運営するNEWSポストセブンのYouTubeで配信している『News Magvi』の学生アナウンサー、AbemaTVで放送しているAbema news、BS朝日で放送している『News Access』のキャスターを務めていた。
- 小学生の頃から写真を撮るのが好きで、どこへ行くにもカメラと一緒だった[3]。
- 音楽が好きで5歳の頃からピアノを弾いている[4]。
- 料理も好きで、手作りのお弁当を持ってくることも多い[1]。
- 2021年7月のNHK甲府放送局ハートプラザの紹介でリポーターデビューを果たした[5]。

## 過去の担当番組
甲府放送局時代（2021年度 - ）
- どーも、NHK（2021年6月13日） - 新人お披露目
- かいラジ（2021年12月3日）
- NHKニュースおはよう日本・関東甲信越（2022年6月11日） - 市川三郷町から中継
- NHKジャーナル（2022年11月22日）
- Newsかいドキ（メインキャスター：2024年4月8日 - 2025年3月21日）[注釈 1]（小田切千と隔週で担当）
- 2024年パリオリンピック「バレーボール 女子・予選リーグ」中継（2024年8月1日） - スタジオ出演
- 首都圏ネットワーク （2024年8月19日 - 23日） - キャスター（寺門亜衣子【月 - 木曜】／宮﨑あずさ【金曜】両アナウンサーの代理）
- 復刻FMリクエストアワー（2025年2月22日）公開生放送 - FMラジオ
- #金曜やまなし「藤原、貸してみた」[6]
- 山梨県のニュース